# Chiesa dei Santi Carpoforo e Gottardo

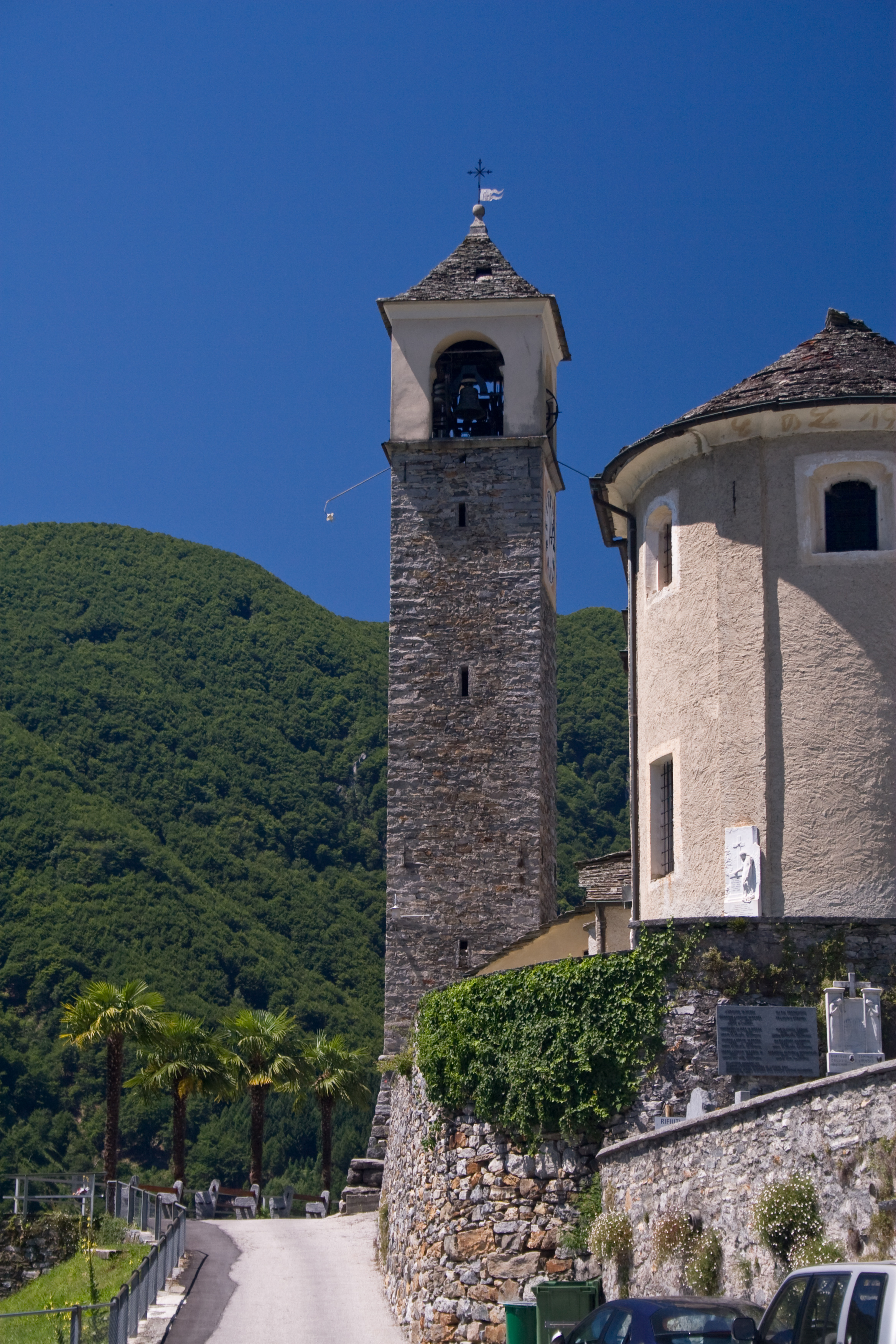
Il campanile della chiesa parrocchiale

La chiesa parrocchiale dei Santi Carpoforo e Gottardo si trova a Mergoscia, su un terrazzamento artificiale. Si tratta di un complesso monumentale composto, oltreché dal luogo di culto, anche dalla canonica, l'ossario con portico a colonne del 1733 e la colonna cimiteriale del 1715.

## Esterno
Documentata dal 1338 e consacrata nel 1354, la chiesa fu trasformato ed ampliato forse su progetto di Giuseppe Perpellini negli anni 1761-1765 assumendo la forma attuale, cioè a pianta allungata con coro semicircolare. La facciata tardobarocca è caratterizzata da una finestra trilobata sormontata da un'insegna vescovile in stucco, della fine del secolo XVIII. Il campanile del 1697 è collegato alla chiesa mediante un portico: ha un concerto di 5+1 campane in sol3,il la3 proveniente dalla fonderia Giulio Cesare Bizzozero  di Varese e fusa nel 1886, il sol3 da Felice Bizzozero di Varese nel 1860 le 2 minori dalla fonderia Allanconi nel 2005 e il si3 fuso dalla Fratelli Barigozzi  nella filiale di Locarno nel 1852 in sagoma ultraleggera. Il richiamo in nota fa#4 e fusa da ignoti nel 1614 è meglio nota come Deo Deo.

### Interno
L'altare maggiore del 1828 in stile neoclassico è di Giuseppe Maria Buzzi e G. Olgiati. Sulla parete sinistra vi sono tracce di un dipinto murale seicentesco. Su quella destra invece c'è lo strappo di un affresco tardogotico della Madonna del Latte fra sant'Antonio abate e san Gottardo, eseguito alla maniera di Antonio da Tradate (1490-1510 circa), proveniente da una casa di Lissoi.
Il coro è coperto da una cupola a pennacchi, e all'entrata è presente una tela] del pittore locale Giacomo Beretta del 1766, raffigurante "San Gottardo e la Madonna col Bambino". Le volte a botte lunettate della navata e nella cappella laterale destra furono decorate da Giacomo Antonio Pedrazzi del 1868. Furono poi rinnovate nel 1907.
Le due piccole cappelle laterali presentano affreschi in cornici a stucco del XVI secolo; gli altari ottocenteschi sono uno dedicato alla Madonna col Bambino e uno a San Giacomo.